# Meridià 39 a l'est
El meridià 39 a l'est de Greenwich és una línia de longitud que s'estén des del pol Nord travessant l'oceà Àrtic, Europa, Turquia, Àfrica, l'oceà Índic, l'oceà Antàrtic i l'Antàrtida fins al pol Sud.
El meridià 39 a l'est forma un cercle màxim amb el meridià 141 a l'oest. Com tots els altres meridians, la seva longitud correspon a una semicircumferència terrestre, uns 20.003,932 km. Al nivell de l'Equador, és a una distància del meridià de Greenwich de 4.341 km.

## De Pol a Pol
Començant en el pol Nord i dirigint-se cap al pol Sud, aquest meridià travessa:
| Coordenades                             | País, territori o mar | Notes                                              |
| --------------------------------------- | --------------------- | -------------------------------------------------- |
| 90° 0′ N, 39° 0′ E / 90.000°N,39.000°E  | Oceà Àrtic            |                                                    |
| 80° 23′ N, 39° 0′ E / 80.383°N,39.000°E | Mar de Barents        |                                                    |
| 68° 33′ N, 39° 0′ E / 68.550°N,39.000°E | Rússia                | Península de Kola                                  |
| 68° 6′ N, 39° 0′ E / 68.100°N,39.000°E  | Mar Blanc             |                                                    |
| 64° 43′ N, 39° 0′ E / 64.717°N,39.000°E | Rússia                |                                                    |
| 49° 48′ N, 39° 0′ E / 49.800°N,39.000°E | Ucraïna               |                                                    |
| 47° 52′ N, 39° 0′ E / 47.867°N,39.000°E | Rússia                |                                                    |
| 47° 16′ N, 39° 0′ E / 47.267°N,39.000°E | Mar d'Azov            | Badia de Taganrog                                  |
| 46° 59′ N, 39° 0′ E / 46.983°N,39.000°E | Rússia                |                                                    |
| 44° 9′ N, 39° 0′ E / 44.150°N,39.000°E  | Mar Negre             |                                                    |
| 41° 2′ N, 39° 0′ E / 41.033°N,39.000°E  | Turquia               |                                                    |
| 36° 42′ N, 39° 0′ E / 36.700°N,39.000°E | Síria                 |                                                    |
| 33° 28′ N, 39° 0′ E / 33.467°N,39.000°E | Iraq                  |                                                    |
| 33° 9′ N, 39° 0′ E / 33.150°N,39.000°E  | Jordània              |                                                    |
| 32° 0′ N, 39° 0′ E / 32.000°N,39.000°E  | Aràbia Saudita        |                                                    |
| 22° 42′ N, 39° 0′ E / 22.700°N,39.000°E | Mar Roig              |                                                    |
| 21° 59′ N, 39° 0′ E / 21.983°N,39.000°E | Aràbia Saudita        |                                                    |
| 21° 50′ N, 39° 0′ E / 21.833°N,39.000°E | Mar Roig              |                                                    |
| 17° 7′ N, 39° 0′ E / 17.117°N,39.000°E  | Eritrea               | Passa just a l'est d'Asmara                        |
| 14° 35′ N, 39° 0′ E / 14.583°N,39.000°E | Etiòpia               |                                                    |
| 3° 32′ N, 39° 0′ E / 3.533°N,39.000°E   | Kenya                 |                                                    |
| 4° 31′ S, 39° 0′ E / 4.517°S,39.000°E   | Tanzània              |                                                    |
| 5° 27′ S, 39° 0′ E / 5.450°S,39.000°E   | Canal de Zanzíbar     | Entre la Tanzània continental i l'illa de Zanzíbar |
| 6° 27′ S, 39° 0′ E / 6.450°S,39.000°E   | Tanzània              |                                                    |
| 11° 10′ S, 39° 0′ E / 11.167°S,39.000°E | Moçambic              |                                                    |
| 17° 20′ S, 39° 0′ E / 17.333°S,39.000°E | Oceà Índic            |                                                    |
| 60° 0′ S, 39° 0′ E / 60.000°S,39.000°E  | Oceà Antàrtic         |                                                    |
| 69° 55′ S, 39° 0′ E / 69.917°S,39.000°E | Antàrtida             | Terra de la Reina Maud, reclamat per Noruega       |